# The quiet tarn
The quiet tarn en The green wind zijn twee composities van Arthur Butterworth. De werken zijn niet als een tweeluik geschreven, maar gaan wel als zodanig door het leven. De werken zijn binnen enkele dagen achter elkaar geschreven.
The quiet tarn (Het rustige bergmeer) is een muzikale weergave van het gevoel dat de componist overhield aan een bezoek aan Malham Tarn. Het was een zwoele en warme zomeravond in 1959 toen de componist aldaar verbleef. Het stuk geeft de verlatenheid van de omgeving weer. Er gebeurt eigenlijk niets, behalve dat ’s avonds een briesje opsteekt.
The green wind (De groene wind) is dan de weergave van die bries, maar refereert ook aan een aantal dichtregels uit Summer and Winter van Percy Bysshe Shelley.
Beide werken vierden hun gezamenlijke première op 2 januari 1962 voor de Britse radio. George Hurst gaf toen leiding aan het BBC Northern Orchestra.    
De orkestratie van beide werken is  hetzelfde:
- 2 dwarsfluiten, 2 hobo’s, 2 klarinetten, 2 fagotten
- 4 hoorns, 2 trompetten
- pauken, enige percussie
- 8 eerste violen, 7 tweede, 6 altviolen, 5 celli, 4 contrabas